# Gustav Goedel
Gustav Friedrich Goedel (* 25. September 1847 in Hundsbach; † 16. Februar 1918 in Stolberg) war ein deutscher Oberpfarrer, Konsistorialrat und Autor.

## Leben
Gustav Friedrich Goedel wurde als Sohn des Pfarrers Gustav Goedel und der Luise Knipser geboren. Nach der Schule in Worms besuchte er die Lateinschule in Meisenheim und studierte an den Universitäten Halle, Utrecht und Bonn. Er war Pfarrer in Hermeskeil. Ab März 1876 war er Marinepfarrer in Kiel und auf mehreren Kriegsschiffen. Von 1881 bis 1882 war er Stationspfarrer in Kiel und von 1882 bis 1906 in Wilhelmshaven. Am 29. August 1882 heiratete er Ottilie Faber, mit der er drei Söhne und zwei Töchter hatte. 1906 wurde er zum Marine-Oberpfarrer in Kiel befördert, 1913 trat er in den Ruhestand.
1902 veröffentlichte er sein Hauptwerk Etymologisches Wörterbuch der deutschen Seemannssprache. Als 1908 Friedrich Kluges Seemannssprache erschien, verlor Goedels Buch an Bedeutung.

## Werke
- „Meer“ und „Schiff“ im „Beowulf“. In: Marine-Rundschau. Bd. 3 (1892), S. 397–413.
- Hochdeutsche Verdunkelungen niederdeutscher Seemannswörter, 7 Folgen. In: Hansa. Bd. 32 (1895).
- Etymologisches Wörterbuch der deutschen Seemannssprache. Lipsius und Tischer, Kiel u. a. 1902.
- Durch die Magellanstrasse. Erinnerungen. Mittler, Berlin 1914 (Meereskunde; 8,7).
- Graf Zeppelin, Feldausgabe. Evangelische Gesellschaft, Stuttgart 1915 (= Aufrechte Männer; 3).
- Feldmarschall Hindenburg, Feldausgabe. Evangelische Gesellschaft, Stuttgart 1915 (= Aufrechte Männer; 4).
- Karl der Große und die Friesen. In: Ostfreesland, ein Kalender für jedermann. Bd. 2 (1915). S. 31–40.
- Vom währenden Weltkrieg. Steinkopf, Stuttgart 1916.
- Wie der Weltkrieg weiter währte. Eine Geschichte, die immer noch nicht ganz geschehen ist. Steinkopf, Stuttgart 1916 (Digitalisat).
- Klar Deck überall! Deutsch-Seemännisches. Quickborn-Verlag, Hamburg 1916 (= Quickborn-Bücher; 9) (Digitalisat).ṍ